# ΜTorrent
µTorrent (også kendt som micro-torrent, you-torrent, og mu-torrent) er en BitTorrent klient til Microsoft Windows og Mac OS X. Selve programmet fylder ikke mere end 130 KiB. Den var lavet for at tage så lidt af computerens ressourcer som muligt, men samtidig tilbyder den er masse funktioner som Azureus og BitComet. Titlen er tit forkortet til µT eller uT (brug Alt Gr+M for at få et µ). µTorrent er programmeret i C++ og er freeware, men ikke open-source.
Grunden til navnet µTorrent, er programmets minimale størrelse. µ udtales i øvrigt My og er det græske bogstav for m, og bliver også brugt i sammenhæng med betegnelsen mikro. Til trods for det udtaler mange µtorrent, som yTorrent, uTorrent eller youTorrent, da µ ligner y/u til dels.
uTorrent er den mest brugte BitTorrent klient i verden